# 河內永和站
河內永和站（日语：／ Kawachi-Eiwa eki */?）是位於大阪府東大阪市高井田元町一丁目，屬於近畿日本鐵道（近鐵）奈良線的鐵路車站。車站編號為A07。

## 歷史
1934年10月，位於布施町的人之道教團（現在的完美自由教團）臨時本殿落成，1936年8月1日，人之道站開業，是當時距離本殿最近的車站。1937年4月5日二代目教主御木德近由於不敬罪被檢舉，教團被命令解散。4月22日車站停止使用。
- 1936年（昭和11年）8月1日 - 人之道站（ひとのみちえき）開業[3][4]。開業當時為臨時車站。
- 1937年（昭和12年）4月22日 - 停止使用[3]。
- 1938年（昭和13年）2月1日 - 改稱為永和站，重新營業，成為常設車站[3][5]。
- 1940年（昭和15年） - 改稱為大軌永和站[3]。
- 1941年（昭和16年）3月15日 - 與參宮急行電鐵合併，成為關西急行鐵道[5]。同時改稱為河內永和站[3]。
- 1944年（昭和19年）6月1日 - 公司合併，成為近畿日本鐵道[5]。
- 1977年（昭和52年）6月26日 - 高架化完成。
- 2007年（平成19年）4月1日 - 可使用「PiTaPa」乘車[6]。
- 2008年（平成20年）3月15日 - JR大阪東線的JR河內永和站開業，可與本站換乘。

## 車站構造
本站為側式月台2面2線的高架車站。驗票口位於2樓，月台位於3樓。驗票口只有1處。本站由布施站負責管理，站內設有站務員。

### 月台配置
| 月台 | 路線   | 方向 | 目的地                           |
| ---- | ------ | ---- | -------------------------------- |
| 1    | 奈良線 | 下行 | 往 東花園、大和西大寺、奈良 天理 |
| 2    | 奈良線 | 上行 | 往 大阪難波、尼崎、神戶三宮      |

## 利用狀況
2018年11月13日的1日上下車人次為10,987人。
近年1日上下車、上車人次如下表。
| 年度               | 特定日   | 特定日     | 特定日   | 1日平均 上車人次 | 來源   |
| 年度               | 調查日   | 上下車人次 | 上車人次 | 1日平均 上車人次 | 來源   |
| ------------------ | -------- | ---------- | -------- | ---------------- | ------ |
| 1990年（平成02年） | 11月06日 | 13,374     | 6,504    | 6,213            | [ 9 ]  |
| 1991年（平成03年） | -        | -          | -        | 6,081            |        |
| 1992年（平成04年） | 11月10日 | 13,141     | 6,411    | 5,773            | [ 10 ] |
| 1993年（平成05年） | -        | -          | -        | 5,999            |        |
| 1994年（平成06年） | -        | -          | -        | 5,934            |        |
| 1995年（平成07年） | 12月05日 | 12,407     | 5,919    | 5,785            | [ 11 ] |
| 1996年（平成08年） | -        | -          | -        | 5,599            |        |
| 1997年（平成09年） | -        | -          | -        | 5,466            |        |
| 1998年（平成10年） | 11月10日 | 11,994     | 5,701    | 5,330            | [ 12 ] |
| 1999年（平成11年） | -        | -          | -        | 5,022            |        |
| 2000年（平成12年） | 11月07日 | 10,667     | 5,264    | 4,909            | [ 13 ] |
| 2001年（平成13年） | -        | -          | -        | 4,840            |        |
| 2002年（平成14年） | -        | -          | -        | 4,856            |        |
| 2003年（平成15年） | 11月11日 | 9,918      | 4,780    | 4,630            | [ 14 ] |
| 2004年（平成16年） | -        | -          | -        | 4,568            |        |
| 2005年（平成17年） | 11月08日 | 9,473      | 4,623    | 4,431            | [ 15 ] |
| 2006年（平成18年） | -        | -          | -        | 4,379            |        |
| 2007年（平成19年） | -        | -          | -        | 4,332            |        |
| 2008年（平成20年） | 11月18日 | 9,723      | 4,752    | 4,846            | [ 16 ] |
| 2009年（平成21年） | -        | -          | -        | 5,040            |        |
| 2010年（平成22年） | 11月09日 | 10,468     | 5,048    | 5,215            | [ 17 ] |
| 2011年（平成23年） | -        | -          | -        | 5,236            |        |
| 2012年（平成24年） | 11月13日 | 10,667     | 5,264    | 5,285            | [ 18 ] |
| 2013年（平成25年） | -        | -          | -        | 5,379            |        |
| 2014年（平成26年） | -        | -          | -        | 5,342            |        |
| 2015年（平成27年） | 11月10日 | 11,260     | 5,578    | 5,418            | [ 19 ] |
| 2016年（平成28年） | -        | -          | -        | 5,509            |        |
| 2017年（平成29年） | -        | -          | -        | 5,509            |        |
| 2018年（平成30年） | 11月13日 | 10,987     | 5,387    |                  | [ 20 ] |

## 車站周邊
附近為舊布施市的市政街區，有許多公家機關。
站名來自車站南側的地名「永和」（えいわ）。
- 東大阪法務合同廳舍
  - 東大阪區檢察廳
  - 大阪法務局 東大阪支局
- 東大阪簡易法庭
- 東大阪稅務署
- 東大阪年金事務所
- 東大阪商工會議所
- 東大阪市立永和圖書館
- 布施郵局
  - 郵貯銀行 布施店
  - 簡保生命保險 布施分店
- 小阪醫院、小阪醫院看護專門学校
- Poppo Avenue商店街
- 永和站前商店街
- 鴨高商店街
- 關西超市（日语：関西スーパーマーケット） 永和店
- Sundi（日语：サンディ_(チェーンストア)）永和店
- Lawson Store100 河內永和站前店
- 7-eleven近鐵河內永和站前店
- 關西未來銀行 東大阪永和分行
- 京都銀行 東大阪分行
- 南都銀行 永和分行
- 大阪信用金庫 永和分行
- 大阪樟蔭女子大学 小阪校區
- 大阪珠算聯盟本部
- JR西日本大阪東線JR河內永和站

## 相鄰車站
近畿日本鐵道
 奈良線
■快速急行、■急行、■準急、■區間準急
通過
■普通
布施（A06）－河內永和（A07）－河內小阪（A08）

## 外部連結
- 河內永和 - 近畿日本鐵道